# Pyrinia icosiata
Pyrinia icosiata är en fjärilsart som beskrevs av Walker 1860. Pyrinia icosiata ingår i släktet Pyrinia och familjen mätare. Inga underarter finns listade.